# Рокамболь
Рокамболь (фр. Rocambole) — главный персонаж цикла авантюрно-уголовных романов XIX века французского писателя Понсона дю Террайя; нарицательное имя для авантюриста. Персонаж был настолько популярен среди читателей, что во французском языке появилось используемое и поныне слово «рокамбольный» (франц. "rocambolesque", португал. "rocambólico"), то есть «невероятно-удивительный» или «в стиле Рокамболя». Первый среди литературных супергероев: он почти на 50 лет старше Арсена Люпена (1905), за которым последовали истории о Фантомасе (1911), Тарзане (1912), Доке Сэвидже (1933), Человеке-пауке (1962) и других.

## Происхождение имени
По его собственному признанию, Понсон дю Террай попросту открыл справочник по садоводству и взял из него название la rocambole («лук причесночный»), которое показалось ему достаточно «звонким».

## Список романов
«Похождения Рокамболя» выходили из печати в газетном варианте (первой была «La Patrie», а с 1863 новая «Le Petit Journal», чей тираж благодаря этой публикации взлетел вверх) и книгами карманного формата. Один только издательский дом «Марабу» выпустил 11 книг.
Весь цикл называется «Похождения Рокамболя, или Драмы Парижа» (фр. Les Exploits de Rocambole ou les drames de Paris; 1859—1884) и подразделяется на 9-10 эпизодов или сборников (в разных изданиях):
- «Таинственное наследство» (фр. L’Héritage mystérieux; 1-я публ. в "La Patrie", 21 июля 1857) в двух частях с прологом:
  - Пролог: «Два брата» (фр. Les Deux frères),
  - «Таинственное наследство» (фр. L’Héritage mystérieux),
  - «Мадемуазель Баккара и сестра Луиза» (фр. Mademoiselle Baccarat et sœur Louise).

- «Клуб Червонных валетов» (фр. Le Club des Valets de cœur; 1-я публ. в "La Patrie", 1857—1858) содержит 116 глав и эпилог:
  - «Клуб Червонных валетов» (фр. Le Club des Valets de cœur),
  - «Грешница Бирюза» (фр. Turquoise la Pécheresse).

- «Похождения Рокамболя» (фр. Les Exploits de Rocambole; 1-я публ. в "La Patrie", 1858—1859): 
  - «Похождения Рокамболя» (фр. Les Exploits de Rocambole),
  - «Рукопись Консепсьон» (фр. Manuscript de Conception).

- «Реванш Баккара» (фр. La Revanche de Baccarat; 1-я публ. в "La Patrie", 1859), включая две части и эпилог:
  - «Девушка из Испании» (фр. Une fille d’Espagne),
  - «Смерть дикаря» (фр. La Mort du sauvage),
  - Эпилог: «Реванш Баккара» (фр. La Revanche de Baccarat).

- «Рыцари Лунного Света» (фр. Les Chevaliers du clair de lune; 1-я публ. в "La Patrie", 1861—1862) в трёх частях с эпилогом:
  - «Рукопись Домино» (фр. Le Manuscrit du Domino),
  - «Последнее воплощение Рокамболя» (фр. La Dernière Incarnation de Rocambole),
  - «Завещание Грайна де Сель» (фр. Le Testament de Grain de Sel),
  - Эпилог: «Замок Бель-Омбр» (фр. Le Château de Belle-Ombre).

- «Воскрешение Рокамболя» (фр. La Résurrection de Rocambole; 1-я публ. в "Le Petit Journal", 1865—1866) или «Новые драмы Парижа» (фр. "Les Nouveaux drames de Paris):
  - Пролог: «Тулонская тюрьма» (фр. Le Bagne de Toulon),
  - «Сиротки» (фр. Les Orphelines):
    - «Антуанетта» (фр. Antoinette),
    - «Сен-Лазар» (фр. Saint-Lazare).

  - «Мадлен» (фр. Madeleine):
    - «Проклятая гостиница» (фр. L'Auberge Maudite),
    - «Сумасшедший дом» (фр. La Maison de Fous).

  - «Искупление» (фр. Rédemption):
    - Подземелье (фр. Le Souterrain).

  - Эпилог: «Месть Василики» (фр. La Vengeance de Wasilika).

- «Последнее слово Рокамболя» (фр. Le Dernier Mot de Rocambole; 1-я публ. в "La Petite Presse", 1866—1867) в пяти частях:
  - «Опустошители» (фр. Les Ravageurs),
  - «Миллионы цыганки» (фр. Les Millions de la bohémienne),
  - «Прекрасная садовница» (фр. La Belle Jardinière) с прологом «Клуб проколовшихся» (фр. Le Club des crevés),
  - «Возвращение Рокамболя» (фр. Le Retour de Rocambole),
  - «Правда о Рокамболе» (фр. La Vérité sur Rocambole).
- «Несчастья Лондона» (фр. Les Misères de Londres; 1-я публ. в "La Petite Presse", 1867—1868) в пяти частях с прологом:
  - Пролог: «Воспитательница детей» (фр. La Nourrisseuse d’enfants),
  - «Потерянный ребёнок» (фр. L’Enfant perdu),
  - «Безводная мельница» (фр. Le Moulin sans eau),
  - «Ньюгейт. Кладбище замученных» (фр. Newgate, Le Cimetière des suppliciés), или «Подземелья Ньюгейта» (фр. Les Souterrains de Newgate) в издании E. Dentu, 1869:
  - «Драма в Саутуарке» (фр. Un drame dans le Southwark),
  - «Ад миссис Бертон» (фр. L’Enfer de mistress Burtin) или «Злоключения Шокинга» (фр. Les Tribulations de Shoking) в издании E. Dentu, 1869.
- «Разрушения Парижа» (фр. Les Démolitions de Paris; 1-я публ. в "La Petite Presse", 1869) или «Рокамболь в тюрьме» (фр. Rocambole en prison) в издании E. Dentu, 1869 в трёх частях:
  - «Амуры Лимузена» (фр. Les Amours du Limousin),
  - «Пленение мэтра» (фр. La Captivité du Maître),
- «Верёвка висельника» (фр. La Corde du pendu; 1-я публ. в "La Petite Presse", 1870) в двух частях:
  - «Безумный из Бедлама» (фр. Le Fou de Bedlam), включая "Дневник безумного из Бедлама (фр. Journal d’un Fou de Bedlam),
  - «Человек в сером» (фр. L’Homme en gris), не закончено.

### Заявка на бессмертие
В ранних эпизодах Рокамболь выступает на стороне преступности, но после пребывания в тулонской каторжной тюрьме стыдится своего криминального прошлого и переходит на сторону добра (см. «Воскрешение Рокамболя»). Понсон дю Террайль предпринял несколько попыток «убить» поднадоевшего ему героя, но каждый раз по требованию издателей газет и читателей "воскрешал" его. В итоге, персонаж пережил своего создателя. Последняя история «Человек в сером» (2-я часть «Верёвки висельника») и вся сага о Рокамболе обрываются 18 июля 1870 года. Франко-прусская война дошла до фамильного замка Понсон дю Террайля. Оккупанты сожгли замок и писатель бежал в Орлеан, где вместе с друзьями и отрядом вольных стрелков сражался против нападавших врагов. Силы были неравными и вскоре ему пришлось перебраться в Бордо, где 10 января 1871 года, на 42-м году жизни, он умер от естественных причин. Понсон дю Террайль думал возродить Рокамболя после войны, но война и смерть помешали этому. Его вдова, Луиза Жарри (1833-1908), доверила директору «Publications Périodiques» оставленные мужем черновики незаконченного нового «Возвращения Рокамболя». Тот поручил редактирование Констану Геру, «романисту, чьи успехи уже не поддаются подсчёту, обладавшему плодовитым и оригинальным талантом, и близкому другу Понсона дю Террайля», как писали в La Petite Presse.
Констан Геру использовал характер Рокамболя и сформировал его по-своему, оживив в облике месье Порталя и сделав симпатичным персонажем, более близким к детективу, чем к супермену, с настоящим человеческим лицом. Вторая книга, названная им «Новые похождения Рокамболя» (фр. Les nouveaux exploits de Rocambole), и также основанная на черновиках Понсона дю Террайля, была опубликована в 1880 году — прекрасная дань уважения Понсону дю Террайлю.

### Основные публикации цикла
- 1. Первые публикации в номерах газет: La Patrie, Le Petit Journal, La Petite Presse:
- 2. Издание "L. De Potter", оригинальное в тв. пер.; 1859-63 — в 6-и томах (1-4, включая Les Chevaliers du Clair de Lune);
- 3. Издание "Charlieu & Huillery"; 1863–69 — в 5 томах (без "La Corde du Pendu"), целые сюжетные линии;
- 4. Издание "Édouard Dentu" в мяг. обл.; 1866–71 — в 26 томах, разбитых на главы (включая "La Corde du Pendu");
- 5. Издание "Jules Rouff", коллекция, омнибус; 1884 — в 4-х больших томах (включая "La Corde du Pendu");
- 6. Издание "Arthème Fayard" в мяг. обл.; начало 1940-х — в 15 томах (без "La Corde du Pendu");
- 7. Издание "Marabout" в мяг. обл.; 1963–66 — в 8 томах (1-6, включая La Résurrection de Rocambole).[4]

## Продолжения от других авторов
Огюст Анисе-Буржуа в соавторстве c П.-А.Понсон дю Террайлем и Эрнестом Блюмом написал драму «Рокамболь» (фр.Rocambole), в 5 актах и 7 картинах. Публикация: Michel Lévy frères, Paris, 1864. Премьера состоялась в театре Ambigu-Comique 26 августа 1864.
После смерти Пьера Алексиса Понсона дю Террайля похождения Рокамболя продолжили другие авторы. Ниже перечислены наиболее известные из них по году первой публикации произведения.
Констан Геру:
- «Возвращение Рокамболя» (фр. Le Retour de Rocambole; 1875—1877), написаны по черновым записям, оставленным Понсоном Дю Террайлем в 1870 году;
- «Новые похождения Рокамболя» (фр. Les nouveaux exploits de Rocambole; 1880), написаны по черновым записям, оставленным Понсоном Дю Террайлем, с прологом в трёх частях.

```
Краткий сюжет: Теперь Рокамболь живет в Париже вместе с Вандой и Милоном и действует под именем "месье Порталь". Он борется с преступниками, планирующими совершить преступления под именем Рокамболя...
```

Жюль Кардоз:
- «Бастарды Рокамболя» (фр. Les Bâtards de Rocambole; 1886), или «Два бастарда» (фр. Les Deux Bâtards).

```
Краткий сюжет: История в основном повествует о внебрачных детях Рокамболя и происходит, когда он сам находится в тулонской каторжной тюрьме. В сюжете переплетаются линии персонажей из "Черные одежды" Поля Феваля, "Могикане Парижа" Александра Дюма, из ранних эпизодов похождений Рокамболя («Клуб Червонных валетов», «Опустошители»), душегубы из «Парижских тайн» Эжена Сю и «Вечного жида».
```

Франсиско Лейче Бастос:
- «Чудеса человека парду» (фр. As Maravilhas do homem de pardo; 1901; на португальском языке) — продолжение эпизода «Верёвка висельника», начинающееся с того места, где закончилось повествование у Понсон дю Террайля.

Анонимный автор, указан как Понсон дю Террайль.
- «Кадет Фрипуиль» (в пер. с фр. "Прохвост"). с пометкой «Рокамболь. Неизвестные приключения» (фр. Cadet Fripouille. Rocambole. Aventures inédites; 1911, 1912)[5].

```
Краткий сюжет: Poкaмбoль узнает, что в Кpыму cкpыты сокровища гречecкиx мoнaстыpeй. Прежде всего нужно похитить каpту севастопольских подзeмeлий у графа Аpтoва. Но, как оказывается, за ним по пятам идет мoлодой и удачливый соперник. Раздобыв карту Рокамболь и Фрипуиль отправляются в Крым на поиски сокровищ, но тут разгорается Крымская война...
```

Поль Сегонзак (Paul de Segonzac):
- «Принц Рокамболь» (фр. Le Prince Rocambole; 1912).

Фредерик Валад (Frédéric Valade) написал ещё 8 романов о Рокамболе:
- «Внук Рокамболя» (фр. Le Petit-Fils de Rocambole; 1922),
- «Бессмертная ненависть» (фр. La Haine immortelle; 1922),
- «Завещание Рокамболя» (фр. Le Testament de Rocambole; 1931),
- «Оливия против Рокамболя» (фр. Olivia contre Rocambole; 1931),
- «Правосудие Рокамболя» (фр. La Justice de Rocambole; 1932),
- «Прекрасная Оливия» (фр. La Belle Olivia; 1932),
- «Слёзы Рокамболя» (фр. Les Larmes de Rocambole; 1933),
- «Наказание Оливии» (фр. Le Châtiment d’Olivia; 1933).

```
Краткий сюжет: В 1886 году, перед своей смертью, 80-летний Рокамболь (женатый на Эллен Палмур) готовит своего внука Эдуарда к тому, чтобы тот продолжил его дело по борьбе с преступностью. Его внуку помогают Урсула (дочь Милона), новая Ванда (дочь предыдущей Ванды и брата графа Артофф) и Мистигрис, сын Мармузе. Злодеями являются: сначала ирландско-немецкий шпион О'Салливан, а затем красавица Оливия, дочь Фарадола, правой руки О'Салливана. Серия заканчивается около 1907 года.
```

Люсьен Дабриль (Lucien Dabril) написал пьесу по мотивам ранних историй:
- «Приключения Рокамболя» (фр. The Adventures of Rocambole; 1951).

Анонимный автор, указан как Понсон дю Террайль:
- «Женитьба Рокамболя» (фр. Le mariage de Rocambole; 1968).

Мишель Онакер написал пять новых книг о приключениях Рокамболя, выпущенных крупным издательством Gallimard:
- «Рокамболь и призрак Керловена» (фр. Rocambole et le Spectre de Kerloven; 2002),
- «Рокамболь и Марионетки Смерти» (фр. Rocambole et les Marionnettes de la Mort; 2003),
- «Рокамболь и Кровавый пакт» (фр. Rocambole et le Pacte de Sang; 2004),
- «Рокамболь и дьявол из Монружа» (фр. Rocambole et le Diable de Montrouge; 2005),
- «Рокамболь и болотная ведьма» (фр. Rocambole et la Sorcière du Marais; 2005).

## Литературные влияния
В романе «Правда о Рокамболе» Понсон указал, что испытал влияние Эжена Сю, Александра Дюма и Поля Феваля. По утверждению Режи Мессака, автора классического труда по истории детективного жанра, в образе Рокамболя просматриваются черты байронического героя. См. также «Особенности нарратива в романах Понсона дю Террайля». Кроме того, Режи Мессак полагает возможным влияние первых томов «Рокамболя» на роман Виктора Гюго «Отверженные».

## Отзывы о Рокамболе
Презрев и возраст мой, и пол, я без утайки

Вкушаю радости простой домохозяйки:

Настроюсь мысленно на этот лад и вот,

С корзиною в руке и растолкав народ,

Торгуюсь о цене с какой-нибудь торговкой.

Пускай вокруг ворчат, я действую так ловко

И так уверенно, что безусловно б смог

Все это описать подробно Поль де Кок,

Знаток подобных сцен... Домой вернуться, что ли?

Уж вечер. Я люблю читать о Рокамболе.
Многие литераторы отзывались об этом романном цикле иронично, воспринимая его как «чтение для домохозяек»: «Мидинетки, рабочие, одним словом, простолюдины жили исключительно Рокамболем… Другая, более просвещённая часть публики, читала роман тайком» Этот стереотип нашёл своё отражение в одном из стихотворений Поля Верлена.
Среди тех, кто уже в XIX веке пытался разобраться в феноменальном успехе Рокамболя, был Жюль Кларети. С его точки зрения, этот герой удовлетворял неизбывную потребность неискушённого читателя в героическом.

## Рокамболь в России
Первые русские переводы романов о Рокамболе вышли в Санкт-Петербурге в 1867 году. Книги о Рокамболе пользовались у нас исключительной популярностью. Как вспоминал в 1931 году русский революционер Н. С. Русанов, «мои сверстники и сверстницы зачитывались уголовными романами Габорио и переживали с замиранием сердца все воплощения „Рокамболя“ и „Воскресшего Рокамболя“». Этими книгами увлекался в юности и Максим Горький. Позже он вспоминал: "«Рокамболь учил меня быть стойким, не поддаваться силе обстоятельств, герои Дюма внушали желание отдать себя какому-то важному, великому делу!». Известный книговед Николай Рубакин — в одиннадцатилетнем возрасте он написал пьесу на основе Рокамболя — замечал, что «глупая книга очень много даёт умному читателю, как, например, „Рокамболь“ Глебу Успенскому».

## Интересные факты
Как-то раз Эрнесту Блюму и Анисе Буржуа пришло в голову написать пьесу о ранних приключениях Рокамболя. Но ни тот, ни другой книгу не читали. Тогда они пригласили к себе Понсона дю Террая и попросили его вкратце изложить сюжет. Тот приступил было к делу, но потом стал путаться, начал сызнова, сделал ещё одну попытку, а потом отказался от выполнения поставленной задачи.
— То есть как, — с напускной строгостью отчитал его Анисе, — вы что же это, не читали Рокамболя?
— Не читал, — смиренно ответствовал Понсон. — Я хоть и сочиняю всё это, но никогда не читаю.
- Эмиль Золя, прочитав «Преступление и наказание», заметил: «Немногим выше Рокамболя»[19]. (Золя был не единственным из французских литераторов, кто воспринимал это сочинение Достоевского прежде всего как остросюжетный детектив).
- В Москве дворянская молодёжь, подражая описанному в книге клубу «Червонных валетов», создала в 1871—1875 годах одноимённую группу, занимавшуюся вымогательством и мошенничеством.
- Единственное полное собрание сочинений Понсона дю Террайля было издано в Санкт-Петербурге типографией В. А. Тиханова (1901-1904) и включало «Похождения Рокамболя. Парижские драмы». Роман, пер. с фр. В 15 т. Т. 1-15. 1901.
- "Похождения Рокамболя" был и остается самым сенсационным приключенческим романом всех времен и народов, сюжет которого охватывает не только европейские страны (Франция, Бретань, Италия, Испания, Ирландия, Шотландия, Англия), но и более дальние страны и места планеты (Индия, Индокитай, Австралия, Индонезия, Суматра, Россия, Крым, Мексика и т.д.).

## Адаптации
- Существуют многочисленные комиксы о приключениях Рокамболя. В 1940-е годы такие комиксы рисовали Гастон Низаб и Андре Галлан.
- Фильм «Рокамболь, или Похождения знаменитого авантюриста в России», 1917, реж. Вячеслав Ленчевский, актёры: Александр Гейрот, Пётр Леонтьев.
- Жак де Баронселли в 1948 году снял два фильма о Рокамболе. В 1963 году новую попытку перенести приключения Рокамболя на киноэкран предпринял Бернар Бордери.
- Французский телесериал «Рокамболь[фр.]» (1964—1965) включает 78 серий по 13 минут каждая.
- Телесериал «Проклятие Дюран» (Россия, 1993) снял Виктор Титов[20].

## Русские Рокамболи
- Чехов А.П. «Тайны ста сорока четырех катастроф, или Русский Рокамболь».

Дата создания: 1882, впервые опубликован в Альманахе «Литературная мысль», Петроград, 1923, II, стр. 213—216.

Полное название: «Тайны ста сорока четырех катастроф, или Русский Рокамболь: Огромнейший роман в сжатом виде. Перевод с французского».
- Цеханович А.Н. «Русский Рокамболь». Санкт-Петербург: тип. С. Н. Худекова, 1892.

Полное название: «Русский Рокамболь (Пасынок судьбы). Роман, заключающий в себе приключения и похождения Андрея Курицына».
- Щёголев П.Е. (П. Павлов) «Русский Рокамболь», 1906. Опубликовано: Петроград: Былое, 1917.

Целое полотно жизни о Иване Федоровиче Манасевич-Мануйлове; подлинный роман приключений, рассказывающих о похождениях знаменитого российского разведчика, авантюриста, мошенника и страстного коллекционера.
- Кобецкий И.Я. (К.Бецкий и П.Павлов) «Русский Рокамболь».

Полное название: «Русский Рокамболь: (Приключения И. Ф. Манасевича-Мануйлова)». Опубликовано:  Ленинград: Былое, 1925.
- «Сашка-семинарист» («Русский Рокамболь», немой фильм; январь, март, декабрь 1915). Россия. Уголовная драма в 4-х сериях, в 18 частях. Товарищество И. Ермольева, Сценарист и режиссер: Чеслав Сабинский. Актеры: Пётр Бакшеев (Сашка-семинарист), В. Кашуба (Катя), Н. Панов, В. Радченко-Стрижевский, В. Орлова. Источник: стр. 78 в книге «Художественные фильмы дореволюционной России», авт. Вен. Вишневский. Москва ГосКиноИздат, 1945 г.